# Ammannia coccinea
Ammannia coccinea é uma espécie de planta com flor pertencente à família Lythraceae.
Trata-se de uma espécie presente no território português, nomeadamente em Portugal Continental.
Em termos de naturalidade é invasora.
Não se encontra protegida por legislação nacional ou da Comunidade Europeia.
A autoridade científica da espécie é Christen Friis Rottbøll.